# واردن، کبک
واردن (به فرانسوی: Warden) روستای در منطقه شهری لا اوت-یاماسکا ناحیه مونترژی در استان کبک کانادا است. در سرشماری سال ۲۰۱۱ این روستا ۳۳۶ نفر جمعیت داشته‌است و مساحت آن ۵٫۲۸ کیلومتر مربع است.